# Axinidris hylekoites
Axinidris hylekoites é uma espécie de inseto do gênero Axinidris, pertencente à família Formicidae.